# Herbert Otto
Herbert Otto (Breslavia, 15 de marzo de 1925-Ahrenshoop, 24 de agosto de 2003) fue un escritor alemán.

## Vida
Hijo de un obrero y una costurera, recibió una formación mercantil y empezó a trabajar como empleado de un banco. En 1943 se hizo miembro del Partido Nacionalsocialista Obrero Alemán y participó entre 1943 y 1944 en la Segunda Guerra Mundial como miembro de la Wehrmacht. Fue prisionero de guerra en Rumanía y en la Unión Soviética hasta que fue liberado en 1948. Después de acudir a una escuela de Acción Antifascista en Moscú regresó a Alemania en 1949. En la República Democrática Alemana (RDA) trabajó como funcionario en la Sociedad para la Amistad Germano-Soviética, como asesor artístico y como lector en la Verlag Kultur und Fortschritt. Después trabajó como escritor independiente, primero en Kleinmachnow y luego en Potsdam.
Fue autor de novelas, libros de viajes y ensayos. Debutó con la obra Die Lüge, un relato autobiográfico sobre la transformación de un soldado de la Wehrmacht durante su cautiverio en la Unión Soviética. Sus trabajos posteriores se centraban en la vida cotidiana en la RDA: la novela Zeit der Störche narraba los conflictos de un joven obrero; Zum Beispiel Josef es la historia de la integración en la RDA de un aventurero y un antiguo miembro de la Legión Extranjera; Der Traum vom Elch es una novela social erótica.
Fue miembro de la Deutscher Schriftstellerverband. Desde 1987 perteneció al PEN Club Internacional de la RDA y al de Alemania después de la reunificación alemana.

## Obra
- Die Lüge (1956)
- Stundenholz und Minarett (1958)
- Minarett und Mangobaum (1960)
- Republik der Leidenschaft (1961)
- Septemberliebe (1961)
- Griechische Hochzeit (1964)
- Zeit der Störche (1966)
- Zum Beispiel Josef (1970)
- Die Sache mit Maria (1976)
- Der Traum vom Elch (1983)
- Das Hundeohr (1997)

## Edición
- Deutsch-sowjetische Freundschaft in der Literatur (1950)
- Der Kampf für den Frieden - eine Lebensaufgabe (1950)
- Eine Materialzusammenstellung zur Ausgestaltung der Feiern anläßlich des 71. Geburtstages Generalissimus J. W. Stalins (1950)
- Gorki - der Begründer des sozialistischen Realismus (1951)
- Die Junge Garde (1952)
- Mutter von Gori, wie groß ist dein Sohn (1952)
- Sowjetschriftsteller über ihr Schaffen (1952)
- Über den Roman "Des Friedens Gewähr" von Stalinpreisträger Wadim Sobko (1952)
- Über den Roman "Ernte" von Galina Nikolajewa (1952)

## Reconocimientos
- Premio Theodor Fontane (1956 y 1961)
- Premio Heinrich Mann (1971)[3]
- Vaterländischer Verdienstorden (1977)
- Nationalpreis der DDR (1978)[4]

## Adaptaciones cinematográficas
- 1971: Zeit der Störche
- 1974: Zum Beispiel Josef
- 1986: Der Traum vom Elch